# Lotte Wernekink
Antonie Clara Charlotte Siebert-Wernekink (* 23. September 1897 in Berlin; † 17. Oktober 1976 ebenda) war eine deutsche Grafikerin, Zeichenlehrerin und Schulleiterin.

## Leben
Lotte Wernekink war die Tochter von Clara Wernekink-Lintow und dem Architekten Wassily Wernekink und wuchs in Berlin-Lichterfelde auf. Die Eltern ließen der Tochter eine der wenigen zu jener Zeit für Mädchen zugänglichen höheren Ausbildungen zukommen.
Nach dem Besuch der Volksschule und des Charlottenlyzeums absolvierte sie 1914–1915 das Seminar für Handarbeitslehrerinnen am Lette-Verein und ging von hier an die Kunsthochschule Berlin, die sie mit der staatlichen Zeichenlehrerinnenprüfung 1918 abschloss. Nach der Probezeit als Lehrerin am Charlottenlyzeum nahm sie 1920 die Tätigkeit als Leiterin der Klassen für Mode und Grafik am Lette-Verein auf. Lotte Wernekink formte die ersten Klassen für Modezeichnen und Reklamegrafik. Der Unterricht bekam eine neue Qualität und neue Praxisbezüge. Von 1927 bis 1940 gab sie gemeinsam mit ihren Schülerinnen die Modeblätter des Lette-Vereins heraus. Auch nach ihrer Heirat mit Kurt G. E. Siebert 1931 arbeitete sie weiter als Lehrerin am Lette-Verein, einer der wenigen Schulen, an denen verheiratete Lehrerinnen weiter arbeiten durften.
Zwischen 1931 und 1941 leitete sie auf Initiative von Dimitrana Iwanowa und im Auftrag des bulgarischen Frauenverbandes mehrfach Fortbildungskurse für Geweberbelehrerinnen in Sofia. Zu diesem Zweck erlernte sie die bulgarische Sprache. 1945 wurde sie Direktorin der Gewerblichen Berufsfachschule des Lette-Vereins, die sie bis 1961 leitete. Danach arbeitete sie als Honorardozentin in geringem Umfang weiter. In Erinnerung sind die von ihr organisierten historischen Kostümschauen und Auslandsreisen der Schülerinnen.
Daneben war Lotte Wernekink als freie Grafikerin und Illustratorin tätig und nahm an zahlreichen Ausstellungen teil. Sie starb 1976.

## Werke
- Blätter für Wäsche Kleider Putz (später Modeblätter). – Hrsg. Charlotte Siebert-Wernekink. – Berlin: Lette-Verein, 1927–1940
- Emil Seidenzahl und unter Mitwirkung von Helene Wesely, Lotte Wernekink, Karl Brambora u. a.: Die moderne Damenschneiderei. Heinrich Killinger Verlag, Nordhausen, 1926
- Istorija na oblekloto. Sofija: Chemus, 1933